# Élections législatives de 2012 dans l'Indre
Les élections législatives françaises de 2012 se déroulent les 10 et 17 juin 2012. Dans le département de l'Indre, deux députés sont à élire dans le cadre de deux circonscriptions, soit une de moins que lors des législatures précédentes, en raison du redécoupage électoral.

## Élus
|   | Circonscription | Député sortant       |  | Parti | Député élu ou réélu  |                | Parti          |
| - | --------------- | -------------------- |  | ----- | -------------------- | -------------- | -------------- |
| ≠ | 1re             | Michel Sapin         |  | PS    | Jean-Paul Chanteguet |                | PS             |
| ≠ | 2e              | Nicolas Forissier    |  | UMP   | Isabelle Bruneau     |                | PS             |
| – | 3e              | Jean-Paul Chanteguet |  | PS    | Siège supprimé       | Siège supprimé | Siège supprimé |

## Impact du redécoupage territorial
Le département perd l'un de ses 3 sièges avec le redécoupage qui entraîne des modifications pour 6 des 9 circonscriptions restantes.
La 3e circonscription disparait dans une fusion avec la 1re circonscription, avec le passage du canton d'Ardentes (de l'ancienne 1re) et les cantons d'Écueillé, Levroux et Valençay (de l'ancienne 3e) à la 2e.

## Résultats

### Résultats à l'échelle du département
| Parti          | Parti                                | Premier tour | Premier tour | Second tour | Second tour | Sièges |
| Parti          | Parti                                | Voix         | %            | Voix        | %           | Sièges |
| -------------- | ------------------------------------ | ------------ | ------------ | ----------- | ----------- | ------ |
|                | Parti socialiste                     | 44 610       | 43,27        | 58 818      | 56,81       | 2      |
|                | Europe Écologie Les Verts            | 2 166        | 2,10         |             |             | 0      |
|                | Majorité présidentielle              | 46 776       | 45,37        | 58 818      | 56,81       | 2      |
|                |                                      |              |              |             |             |        |
|                | Union pour un mouvement populaire    | 33 504       | 32,50        | 44 710      | 43,19       | 0      |
|                | Divers droite dont DLR, PCD          | 1 049        | 1,02         |             |             | 0      |
|                | Parti radical                        | 207          | 0,20         | 0           |             |        |
|                | Droite parlementaire                 | 34 760       | 33,72        | 44 710      | 43,19       | 0      |
|                |                                      |              |              |             |             |        |
|                | Front national                       | 13 000       | 12,61        |             |             | 0      |
|                | Front de gauche dont COM             | 5 643        | 5,47         | 0           |             |        |
|                | Mouvement démocrate                  | 1 624        | 1,58         | 0           |             |        |
|                | Extrême gauche dont LO, NPA et POI   | 982          | 0,95         | 0           |             |        |
|                | Le Trèfle - Les nouveaux écologistes | 311          | 0,30         | 0           |             |        |
|                |                                      |              |              |             |             |        |
| Inscrits       | Inscrits                             | 173 711      | 100,00       | 173 709     | 100,00      | 2      |
| Abstentions    | Abstentions                          | 68 487       | 39,43        | 66 444      | 38,25       |        |
| Votants        | Votants                              | 105 224      | 60,57        | 107 265     | 61,75       |        |
| Blancs et nuls | Blancs et nuls                       | 2 128        | 2,02         | 3 737       | 3,48        |        |
| Exprimés       | Exprimés                             | 103 096      | 97,98        | 103 528     | 96,52       |        |

### Résultats par circonscription

#### Première circonscription (Châteauroux)
| Candidat       | Candidat                           | Parti          | Premier tour | Premier tour | Second tour | Second tour |  |
| Candidat       | Candidat                           | Parti          | Voix         | %            | Voix        | %           |  |
| -------------- | ---------------------------------- | -------------- | ------------ | ------------ | ----------- | ----------- |  |
|                | Jean-Paul Chanteguet sortant réélu | PS             | 22 311       | 46,95        | 27 452      | 58,80       |  |
|                | François Jolivet                   | UMP            | 14 351       | 30,20        | 19 236      | 41,20       |  |
|                | Virginie Sully                     | RBM (FN)       | 6 235        | 13,12        |             |             |  |
|                | Liliane Blanc                      | FG (PCF) (PG)  | 1 873        | 3,94         |             |             |  |
|                | Caroline Gauthier                  | EÉLV           | 935          | 1,97         |             |             |  |
|                | Stève Soria                        | CpF (MoDem)    | 723          | 1,52         |             |             |  |
|                | Patrick Bouyat                     | LT-LNÉ         | 311          | 0,65         |             |             |  |
|                | Aline Pornet                       | COM            | 213          | 0,45         |             |             |  |
|                | Isabelle Lévêque                   | PRV            | 207          | 0,44         |             |             |  |
|                | Élisabeth Milon                    | LO             | 187          | 0,39         |             |             |  |
|                | Véronique Logie                    | NPA            | 171          | 0,36         |             |             |  |
|                |                                    |                |              |              |             |             |  |
| Inscrits       | Inscrits                           | Inscrits       | 82 183       | 100,00       | 82 183      | 100,00      |  |
| Abstentions    | Abstentions                        | Abstentions    | 33 832       | 41,17        | 33 883      | 41,23       |  |
| Votants        | Votants                            | Votants        | 48 351       | 58,83        | 48 300      | 58,77       |  |
| Blancs et nuls | Blancs et nuls                     | Blancs et nuls | 834          | 1,72         | 1 612       | 3,34        |  |
| Exprimés       | Exprimés                           | Exprimés       | 47 517       | 98,28        | 46 688      | 96,66       |  |

#### Deuxième  circonscription (Issoudun)
| Candidat       | Candidat                  | Parti                    | Premier tour | Premier tour | Second tour | Second tour |  |
| Candidat       | Candidat                  | Parti                    | Voix         | %            | Voix        | %           |  |
| -------------- | ------------------------- | ------------------------ | ------------ | ------------ | ----------- | ----------- |  |
|                | Isabelle Bruneau élu      | PS                       | 22 299       | 40,12        | 31 366      | 55,18       |  |
|                | Nicolas Forissier sortant | UMP                      | 19 153       | 34,46        | 25 474      | 44,82       |  |
|                | Matthieu Colombier        | RBM (FN)                 | 6 765        | 12,17        |             |             |  |
|                | Jacques Pallas            | FG (PCF) (Divers gauche) | 3 238        | 5,83         |             |             |  |
|                | Raphaël Tillié            | EÉLV                     | 1 231        | 2,21         |             |             |  |
|                | Dorian Da Silva           | CpF (MoDem)              | 901          | 1,62         |             |             |  |
|                | Hugues Foucault           | PCD                      | 591          | 1,06         |             |             |  |
|                | Didier Vaidis             | DLR                      | 458          | 0,82         |             |             |  |
|                | Catherine Moreau          | LO                       | 387          | 0,70         |             |             |  |
|                | Norbert Potier            | COM                      | 319          | 0,59         |             |             |  |
|                | Thierry Rouhart           | NPA                      | 237          | 0,43         |             |             |  |
|                |                           |                          |              |              |             |             |  |
| Inscrits       | Inscrits                  | Inscrits                 | 91 528       | 100,00       | 91 526      | 100,00      |  |
| Abstentions    | Abstentions               | Abstentions              | 34 655       | 37,86        | 32 561      | 35,58       |  |
| Votants        | Votants                   | Votants                  | 56 873       | 62,14        | 58 965      | 64,42       |  |
| Blancs et nuls | Blancs et nuls            | Blancs et nuls           | 1 294        | 2,28         | 2 125       | 3,6         |  |
| Exprimés       | Exprimés                  | Exprimés                 | 55 579       | 97,72        | 56 840      | 96,4        |  |